# 主流效果
主流效果(mainstreaming effects)是指重度使用者本來擁有多元的價值觀，但是受到媒體意見影響，會傾向主流意見。

是在1980年代涵化理論受到批評後，喬治·葛本納加入主流效果的概念，強調媒體意見的影響